# قراديات خنفسية
القراديات الخنفسية (الاسم العلمي: Oribatida) هي رتيبة من الحيوانات تتبع الرتبة قارميات الشكل من طائفة العنكبيات.

## التصنيف
- القارمينات
  - القارشات
  - القارمات